# Jacek Domagała
Jacek Domagała (* 19. August 1947 in Szczecinek) ist ein polnischer Komponist.
Er lebt und arbeitet in Berlin.

## Leben
Jacek Domagała, Komponist, Pianist und Organist, studierte Komposition bei Witold Szalonek, Klavier bei Olga Dąbrowska und Orgel bei Heinz Wunderlich. Nach Erhalt des Stipendiums der Oscar und Vera Ritter-Stiftung in Hamburg, nahm er an Meisterkursen bei György Ligeti teil. Sein Schaffen beinhaltet Chor-, Vokal-, Instrumental-, Orchester-, Solo- und kammermusikalische Werke.

## Werk
Die frühen Werke von Jacek Domagała entstanden unter dem Einfluss Johann Sebastian Bachs, des Jazz und der Aleatorik. Eine weitere Etappe seiner künstlerischen Entwicklung ist an die Ästhetik der 2. Wiener Schule gebunden. Sie prägte die musikalische Sprache und kompositorische Technik von Jacek Domagała die er selbst als Neoserialismus bezeichnet. Der Komponist verwendet exakte Notation und distanziert sich von der Aleatorik, indem er diese Technik nur fragmentarisch anwendet.
Die Auseinandersetzung mit der Wiener Moderne, die die serielle kompositorische Technik einführte – für Jacek Domagała die wichtigste musikalische Neuerung des 20. Jahrhunderts –, führte nicht nur zur Entwicklung einer eigenen Musiksprache, sondern beeinflusste vor allem die Entstehung seiner musikalischen Narration und Expression, deren Wurzeln bis zur Spätromantik reichen.

## Auszeichnungen
- 1978: Stipendium der Oscar und Vera Ritter-Stiftung Hamburg
- 1981: Aufenthaltsstipendium Künstlerhaus Boswil Schweiz
- 1985: Boris-Blacher-Preis Berlin
- 1986: Aufenthaltsstipendium bei Art-Stiftung Plaas Lindau
- 1988: Stipendium der Gustav-Kettel-Stiftung Königswinter
- 2003: Preisträger beim Georg Muffat Kompositionswettbewerb Salzburg
- 2019: Preisträger beim Ludwig van Beethoven Kompositionswettbewerb Bonn

## Kompositionen (Auswahl)
Orchesterwerke
- Continuum für Streichorchester (1980)
- Choral für großes Orchester (1981)
- For Five für Streichorchester (1983)
- Triptychon für großes Orchester (1987)
- Vier kurze Stücke für großes Orchester (1989)
- Zwei Stücke für Streichorchester (1999)
- Colors für Streichorchester (1997)
- Strukturen für großes Orchester (2011)
- Normandie für großes Orchester (2015/16)
- Melting of Ice für großes Orchester (2016)
- Prism für Klavier und Orchester (2017)
- C -19 für Kammerorchester (2020)

Chorwerke
- Pater Noster für gemischten Chor A cappella (1986)
- Psalm 25 für gemischten Chor A cappella (1991)
- Gesang der nächtlichen Nebel (nach einem Gedicht von Kazimierz Przerwa-Tetmajer) für gemischten Chor und Klavier (1999)
- Laudate Dominum für gemischten Chor A cappella (2007)
- Nocturn (nach Krzysztof Kamil Baczyński) für gemischten Chor und Klavier (2013)
- Ave Maria für gemischten Chor A capella (2014)

Kammermusik
- Drei Preludien für Klavier (1981)
- Ave Maria Stella für Orgel (1980)
- Streichquartett Nr. 1 (1984)
- Kammermusik für Soloinstrumente und Schlagzeug (1985)
- Sonate Nr. 1 für Klavier (1990)
- Three Miniatures für Klavier (1981)
- Splitter für Flöte, Violoncello und Klavier (1993)
- Streichquartett Nr. 2 (1995)
- Drei Inventionen für Klavier (1996)
- Sonate Nr. 2 für Klavier (1997)
- Mourning für Violoncello und Orgel (1999)
- Crystals für Flöte, Klarinette, Violine, Viola, Violoncello und Klavier (2000)
- Concertino für Klavier und acht Bläser (2001)
- Elegie (nach Krzysztof Kamil Baczyński) für Mezzosopran, Flöte, Klarinette, Trompete, Posaune, Violine, Viola, Violoncello und Glockenspiel (2002)
- Flashback für Violoncello Solo (2003)
- Streichquartett Nr. 3 (2006)
- Drei Lieder (nach Gedichten von Tadeusz Różewicz, Jarosław Iwaszkiewicz, Emil Zegadłowicz) für Sopran und Klavier (2008)
- Konzert für Oboe und Streichorchester (2010)
- Vitraux für Klavier (2013)
- Psalm für Mezzosopran und Streichquartett (2014)
- Changements für Violoncello Solo (2015)
- Outrenoir für Flöte und Klavier (2016)
- Spiral für Horn Solo (2017)
- Traces für Streichquartett (2018)
- Current für Violoncello und Klavier (2019)
- Cassiopee II für Flöte und Klavier (2020)